# Rudolf Holtappel
Rudolf Holtappel (* 3. Januar 1923 in Münster (Westfalen); † 21. November 2013 in Duisburg) war ein deutscher Ruhrgebietsfotograf.

## Leben und Werk

### Leben
Von 1937 bis 1939 absolvierte Rudolf Holtappel eine Fotografenlehre bei Rudolf Lindemann in Münster. Durch den Krieg brach er die Lehre ab und studierte von 1942 bis 1943 an der Staatslehranstalt für Lichtbildwesen in München. 1950 schloss er die Meisterprüfung im Fotografenhandwerk an der Handelskammer in Düsseldorf ab und begann 1953 als freier Fotograf und Bildjournalist für das ZDF, den WDR, die WAZ, den Carl Lange Verlag, das Theater und zahlreiche Industrie- und Wirtschaftsunternehmen freiberuflich zu arbeiten. 1960 zieht Holtappel von Duisburg nach Oberhausen, wo er bis zu seinem Tode lebt. Von 1966 bis 2004 ist er Mitglied beim Deutschen Journalisten-Verband (DJV). 1989 wird er in die Deutsche Gesellschaft für Photographie (DGPH) berufen.
Holtappel war verheiratet und hat zwei Söhne.

### Werk
Holtappels Motivpalette reicht von Auftragsfotografien für das Theater Oberhausen (1961–1970; 1992–2002) und Karstadt (1964–1995) und Henkel (1974–2002) bis hin zu freien experimentellen Arbeiten und Edeldrucktechniken (seit 1990er Jahre). Er prägt seine Fotografien durch besondere Titel, die nachdenklich, kritisch oder humorvoll sein können. Holtappels frühe Fotografien der 1950er–1970er Jahre gestalten zahlreichen Bildbände des Carl Lange Verlags und später im Mercator-Verlag. Die Foto-Textbände skizzieren ein Bild des Ruhrgebiets, Niederrheins und Rheinlands, darunter befinden sich Bände zu Duisburg, Gelsenkirchen, Dinslaken, Oberhausen und weiteren Städten wie Lahr, Geldern, Krefeld und Düsseldorf. Sein Interesse an der Stadtfotografie zeigt auch die spätere Serie „Grenzbereiche“ für die Holtappel Stadtgrenzen mit ihren Ortseingangsschildern fotografisch festhält. Holtappels Bilder werden vielfach publiziert (u. a. im ZEITmagazin, in Werkszeitungen (darunter Echo der Arbeit), in Mitarbeitermagazinen für Henkel und Karstadt (Henkel-Blick/später Henkel-Life, Karstadt-Magazine: Rundschau in Wort u. Bild; Wir- das Magazin für Mitarbeiter), in Einzelhandelszeitschriften usw.) und beispielsweise vom ZDF und WDR für Berichterstattungen genutzt. Seine frühen Fotografien entstehen nicht für die Museumspräsentation, sondern für die Auftraggeber und oftmals auch für Bild-Text-Kombinationen in Büchern oder Zeitschriften. Erst ab den 1990er Jahren werden Holtappels Fotografien in Museen ausgestellt. Seine Werke werden vielfach prämiert, hochpreisig bei Auktionen (van ham, Grisebach, Lempertz) angeboten.

## Nachlass
Sein Nachlass wurde 2017 von der Stadt Oberhausen angekauft und von der Ludwiggalerie Schloss Oberhausen wissenschaftlich erschlossen, darunter: 360.000 Einzelnegative (10.000 Negativbögen) in 80 Ordnern, mehr als 600 Bögen Diapositive und einzelne Dias, über 5.000 Handabzüge zu den Themen Ruhrgebiet, Theater, Warenhaus, Karstadt, Henkel, Edeldrucke, Stadtbildbände, Magazine als Belegexemplare, Material aus dem Fotolabor, Kamerasammlung, Schriftwechsel und Dokumente.
2002 wurden 20.000 Negative zum Ruhrgebiet aus den 1950er–1960er Jahren vom Ruhr Museum, Essen angekauft.
Abzüge des Fotografen finden sich auch im Bestand des Kunstmuseums Situation Kunst, Bochum und der Sammlung Fricke, Bonn sowie in zahlreichen weiteren Museen, Archiven und Institutionen.

## Preise/Auszeichnungen
- 1976 1. Platz: Das andere Wirtschaftsfoto, verliehen von der Handelsblatt GmbH, den Rollei Werken, der photokina Köln
- 1976 2. Platz: Das andere Wirtschaftsfoto für die Abbildung im Warenhaus, 6. Platz: Abbildung Aus- und Fortbildung
- 1978 Preis: Work and Leisure; photokina Unesco (World Leisure and Recreation Association), Internationale Ausstellungstournee u. a. bei der UNO, New York
- 1978 5. Platz: Deutscher Wirtschaftsfotopreis
- 1979 1. Platz: Deutscher Wirtschaftsfotopreis für die 12-teilige fotografische Serie „Werksverpflegung“ bei Henkel
- 2013 Ankauf der Fotografie "Rheinreede, Duisburg" (1959) von der Artothek des Deutschen Bundestages

## Einzelausstellungen (Auswahl)
- 1983 Rudolf Holtappel. Foto&Bromöldruck, Lippis Bahnhof, atelier&galerie Duisburg-Großenbaum
- 1987 Aller Anfang war … Oberhausen. Eine kleine Auswahl aus 16 Jahren Theater-Fotografie von Rudolf Holtappel, vhs Oberhausen
- 1998 Fotoausstellung. Menschen im Warenhaus von Rudolf Holtappel, Karstadt-Marl
- 2003 STANDPUNKT. Hinter der Kamera: Rudolf Holtappel, Theater Oberhausen im Foyer des Großen Hauses
- 2007 Als die Mitte noch nicht neu war …, Bunkermuseum Oberhausen
- 2011 Menschen im Warenhaus. Rudolf Holtappel – Fotografien von 1964 bis 1995, Museum Wiesbaden, Kultur-Bahnhof-Eller, Düsseldorf
- 2013 Ein Leben als Zeitzeuge. Fotografien 1953–1990 von Rudolf Holtappel, Willy-Brandt-Haus, Berlin
- 2015 Rudolf Holtappel – Augenzwinkern. Fotografie, LUDWIGGALERIE Schloss Oberhausen
- 2020 Rudolf Holtappel. Die Zukunft hat schon begonnen. Ruhrgebietschronist, Theaterdokumentarist, Warenhausfotograf. Eine fotografische Werkschau von 1950–2013, LUDWIGGALERIE Schloss Oberhausen

## Gruppenausstellungen (Auswahl)
- 1998 Als der Himmel blau wurde. Bilder aus den 60er Jahren, Ruhrlandmuseum, Essen
- 2000 Schwarzweiß und Farbe. Das Ruhrgebiet in der Fotografie, Ruhrlandmuseum, Essen
- 2008 Pixelprojekt_Ruhrgebiet, Neuaufnahmen
- 2009 Positionen der modernen Fotografie, Situation Kunst (für Max Imdahl) Bochum
- 2011/2012 Deutschland, Deutschland… Fotografien aus zwei Ländern von Rudolf Holtappel und Thomas Kläber, Situation Kunst (für Max Imdahl), Bochum, Ulmer Museum, Ludwig Museum Koblenz, Kunstmuseum Dieselkraftwerk Cottbus, Kunstverein Dillingen im Alten Schloss, Dillingen/Saar
- 2015 GREEN CITY. Geformte Landschaft – Vernetzte Natur. Das Ruhrgebiet in der Kunst, LUDWIGGALERIE Schloss Oberhausen
- 2016 Aufbrüche – Bilder aus Deutschland, Fotografien aus der Sammlung Fricke, Suermondt-Ludwig-Museum Aachen, Willy-Brandt-Haus Berlin
- 2017 LET’S BUY IT! Kunst und Einkauf. Von Albrecht Dürer über Andy Warhol bis Gerhard Richter, LUDWIGGALERIE Schloss Oberhausen
- 2017/2018 Blicke, die bleiben – Fotografische Porträts aus der Sammlung Fricke, Suermondt-Ludwig-Museum, Aachen
- 2017/2018 Umbrüche: Industrie – Landschaft – Wandel Ausstellung im Museum unter Tage Fotografien von Rudolf Holtappel, Bernd und Hilla Becher, Joachim Brohm und Jitka Hanzlová sowie Filme von Marco Kugel und Richard Serra, Situation Kunst (für Max Imdahl), Bochum, Willy-Brandt-Haus Berlin
- 2018/2019 Zechen im Westen, LVR-Industriemuseum, Oberhausen
- 2019 Mensch und Tier im Revier. Ruhr Museum, Essen
- 2019 Stoffwechsel – Die Ruhrchemie in der Fotografie, LVR-Industriemuseum, LUDWIGGALERIE Schloss Oberhausen
- 2019 BRITISH POP ART. Meisterwerke massenhaft aus der Sammlung Heinz Beck. Special Guest: Sgt. Pepper’s Lonely Hearts Club Band, LUDWIGGALERIE Schloss Oberhausen
- 2020 Stiftung Demokratie Saarland, Saarbrücken
- 2021 ART ABOUT SHOES – von Schnabelschuh bis Sneaker. HEINER MEYER – deutsche Pop Art im Stiletto-Format, LUDWIGGALERIE Schloss Oberhausen
- 2021 Moderne Zeiten. Industrie im Blick von Malerei und Fotografie, Bucerius Kunst Forum, Hamburg
- 2021 Kindheit im Ruhrgebiet. Erinnerungen an die frühen Jahre, Ruhr Museum, Essen

## Publikationen (Auswahl)
- Bild Nordrhein-Westfalen: Das Land an Rhein und Ruhr, Weser und Lippe. Lange, Duisburg 1960.
- Duisburg – ein Bild der Stadt an Rhein und Ruhr. Lange, Duisburg 1960.
- Krefeld – Stadt am Niederrhein. Lange, Duisburg 1961.
- Dinslaken, Kreis am Niederrhein. Lange, Duisburg 1961.
- Oberhausen. Lange, Duisburg 1962.
- Rheydt – Industriestadt im Grünen. Lange, Duisburg 1962.
- Gelsenkirchen. Lange, Duisburg 1963.
- Erlebter Niederrhein: ein Bildband mit 60 ausgew. Fotos. Lange, Duisburg 1963.
- Landkreis Geldern. Lange, Duisburg 1963.
- Hoffmann, Hilmar: Tauben, reisende Boten, Carl Lange Verlag, Duisburg 1963.
- Karstadt: Rundschau in Wort und Bild; Hauszeitschrift für die Betriebsangehörigen der Karstadt Aktiengesellschaft und der Kepa-Kaufhaus GmbH. Karstadt, Essen 1963–1967.
- Mönchengladbach. Lange, Duisburg 1964.
- Gerhard Steinhauer: Ruhrgebiet. Porträt einer faszinierenden Landschaft. Weidlich, Frankfurt a. M. 1966.
- Lahr – Stadt zwischen Schwarzwald und Rhein. Schauenburg, Lahr 1969.
- Karstadt AG Essen (Hrsg.): Karstadt Hauptverwaltung. Eine Informationsschrift über das Hauptverwaltungsgebäude der KAR-STADT AG und Kepa Kaufhaus GmbH. Karstadt AG, Essen 1970.
- Oberhausen. Mercator-Verlag Wohlfarth, München 1971.
- Krefeld heute – nach 600 Jahren. Mercator-Verlag, Duisburg 1972.
- Henkel-Blick/Henkel-Life, rundrum Mitarbeitermagazine des Unternehmens Henkel (Ausgaben von 1974–2002)

- Oberhausen: im Mittelpunkt der Mensch. Mercator-Verlag, Duisburg 1975.
- Wir: Magazin für Mitarbeiter des Karstadt-Konzerns / Zentralred.: Karstadt AG, Presse und PR. Karstadt-Aktien-Gesellschaft, 1984–1998.
- Gerd Lepges (Hrsg.): Günther Büch – Inszenierungen. Eine Dokumentation. Mit Fotos von Rudolf Holtappel und anderen. Werbeagentur team 2, Oberhausen 1993.
- Gerd Lepges (Hrsg.): Stücke von Brecht in Oberhausen. Eine Dokumentation. Laufen, Oberhausen 1998.
- Klaus Weise / Jochen Zulauf (Hrsg.): Kunst am Stück. Theater Oberhausen 1992–2003. Laufen, Oberhausen 2003, ISBN         3-87468-193-9.
- Karstadt Warenhaus GmbH (Hrsg.): Schaufenster Karstadt – Einblicke in 125 Jahre. Karstadt, Essen 2007.
- Ulli Langenbrinck (Zusammenstellung und Lektorat): Blagen – Kinderjahre im Revier, Fotos und Geschichten von damals. Assoverlag, Oberhausen 2009, ISBN 978-3-938834-37-4.
- Gerd Lepges: Weiterspielen. 90 Jahre Theater Oberhausen 1920–2010. Ein kommunales Theater im Spiegel der Zeit. Laufen, Oberhausen 2010.
- Roman Zieglgänsberger (Hrsg.): Menschen im Warenhaus: Rudolf Holtappel – Fotografien von 1964 bis 1995. Kerber, Bielefeld 2011, ISBN 978-3-86678-600-4, Begleitband der Ausstellung: Menschen im Warenhaus, Rudolf Holtappel – Fotografien von 1964 bis 1995, vom 28. Oktober 2011 bis 5. Februar 2012 im Museum Wiesbaden.
- Wilfried Kaute (Hrsg.): Koks und Cola. Das Ruhrgebiet der 1950er Jahre. Emons, Köln 2012, ISBN 978-3-95451-000-9.
- Wilfried Kaute (Hrsg.): Maloche und Minirock, Das Ruhrgebiet in den 1960er Jahren, mit Fotos von Ruth Hallensleben, Otto Häublein, Jürgen Hebestreit, Willy van Heekern, Rudolf Holtappel u. a. Emons, Köln 2013, ISBN 978-3-95451-217-1.
- Holger Pump-Uhlmann (Hrsg.): Arbeitswelten. Büro- und Verwaltungsbauten von Walter Brune, IZ Immobilien Zeitung Verlags-Gesellschaft, Wiesbaden 2014, ISBN 978-3-940219-22-0.
- Christine Vogt (Hrsg.): Rudolf Holtappel – Augenzwinkern. Fotografie (Ausstellung vom 08.02.-03.05.2015). Ludwiggalerie Schloss Oberhausen. Oberhausen 2015, ISBN         978-3-932236-32-7.
- Dunkmann, Nina; Vogt, Christine (Hrsg.): Green city. Geformte Landschaft – Vernetzte Natur. Das Ruhrgebiet in der Kunst. (Ausstellung vom 10.05.-13.09.2015). Ludwiggalerie Schloss Oberhausen. Oberhausen 2015, ISBN 978-3-7356-0112-4.
- Christine Vogt (Hrsg.): Let's buy it! Kunst und Einkauf. Von Albrecht Dürer über Andy Warhol bis Gerhard Richter (Ausstellung vom 22.01.–14.05.2017). Kerber, Bielefeld 2017, ISBN 978-3-7356-0320-3.
- Christine Vogt (Hrsg.): British Pop Art. Meisterwerke massenhaft aus der Sammlung Heinz Beck. Special Guest: Sgt. Pepper's Lonely Hearts Club Band, (Ausstellung vom 27.01.–12.05.2019). Ludwiggalerie Schloss Oberhausen. Kerber, Bielefeld 2019, ISBN 978-3-7356-0568-9.
- Stadtarchiv Oberhausen (Hrsg.): Aufbruch und Maloche. Oberhausen in den 60er-Jahren. Wartberg Verlag, Gudensberg-Gleichen 2019, ISBN 978-3-8313-3223-6.
- Miriam Hüning; Vogt, Christine (Hrsg.): Die Zukunft hat schon begonnen. Ruhrgebietschronist, Theaterdokumentarist, Warenhausfotograf. Eine fotografische Werkschau von 1950–2013. (Ausstellung vom 10.05.-06.09.2020). Ludwiggalerie Schloss Oberhausen. Dortmund, Kettler 2020, ISBN 978-3-86206-815-9.
- Christine Vogt (Hrsg.): Art about shoes – von Schnabelschuh bis Sneaker. / Heiner Meyer – deutsche Pop Art im Stiletto-Format (Ausstellung vom 17.01- 24.05.2021). Ludwiggalerie Schloss Oberhausen. Kettler, Dortmund 2021, ISBN 978-3-86206-868-5.